# Sardão
O sardão (Timon lepidus) é um lagarto da família Lacertidae. Chega a viver 25 anos em cativeiro. Quando confrontado, abre a boca e sibila, conseguindo mesmo saltar para o inimigo. Os machos são territoriais na primavera. A hibernação ocorre entre outubro e abril.
O homem tem sido o maior inimigo desta espécie e o motivo principal do seu declínio. Estes lagartos sofrem uma enorme taxa de mortalidade por atropelamento, já que utilizam muitas vezes as estradas, devido à exposição solar, para se aquecerem. Em Portugal, o Timon lepidus não está ameaçado.

## Dimensões
O sardão é um dos maiores membros da sua família: tem entre 30 e 60 cm e pode mesmo chegar aos 90 cm, sendo que dois terços do seu tamanho correspondem à cauda. As crias recém-nascidas têm entre 4 e 5 cm, excluindo a cauda.

## Habitat
O sardão pode ser encontrado em habitats não cultivados e cultivados, desde o nível do mar até aos 2100m de altitude no sul de Espanha. Prefere áreas secas com arbustos, velhos olivais e vinhais. Muitas vezes também é encontrado em sítios rochosos e zonas de muita areia. Normalmente, caminha pelo solo, mas é um excelente trepador de rochas e árvores. Esconde-se em arbustos (às vezes espinhosos), rochas, muros secos, tocas de coelho ou mesmo buracos que ele próprio escava.

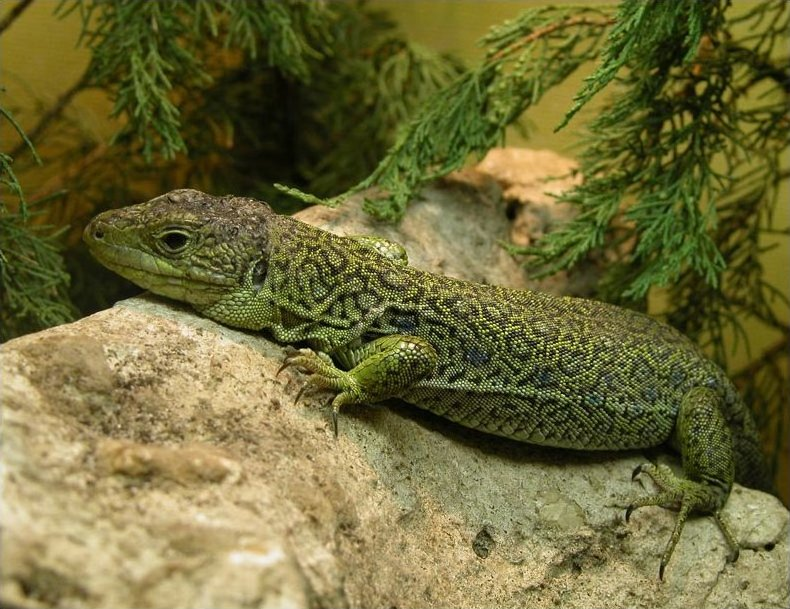
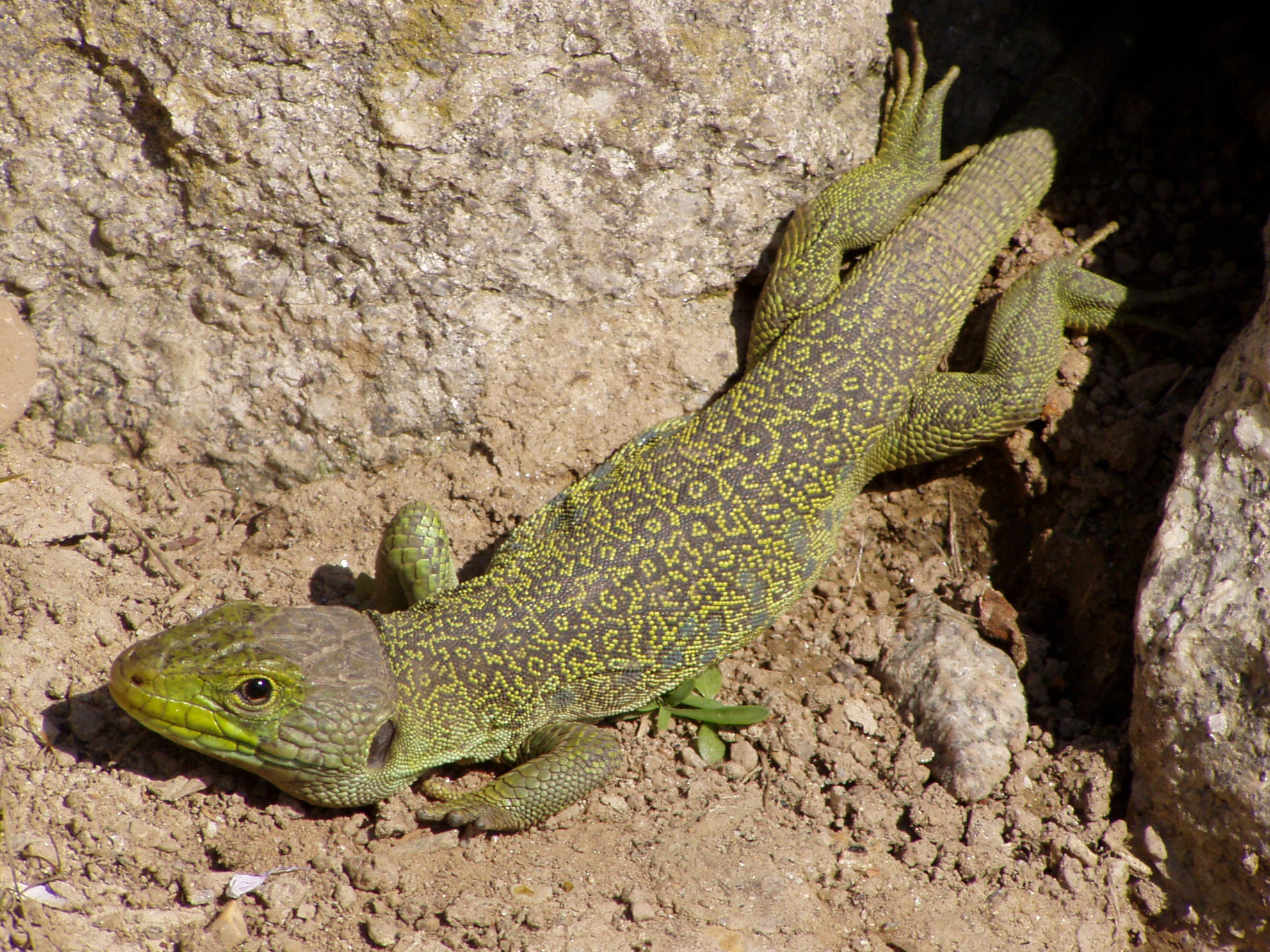
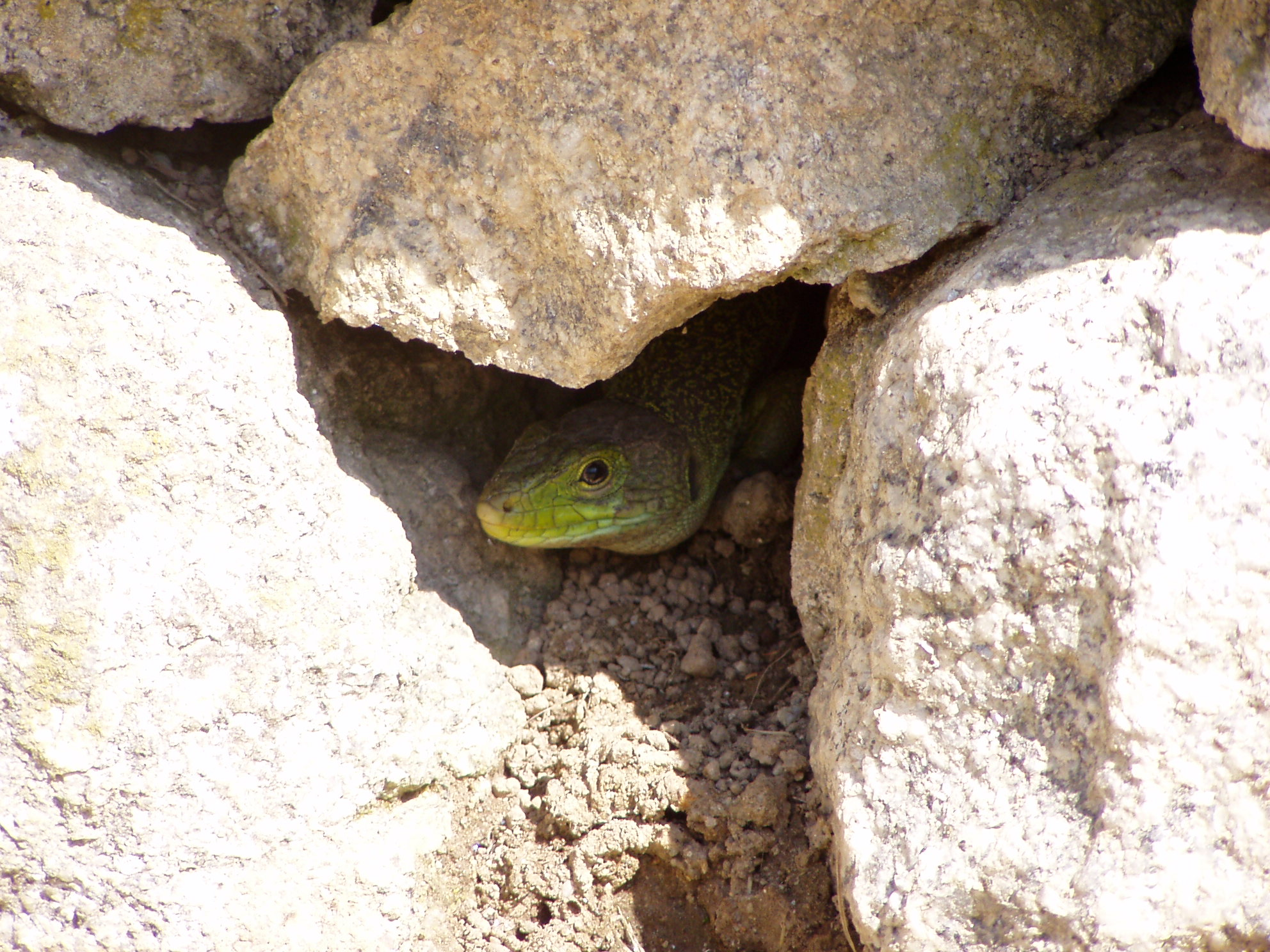

## Descrição

### Corpo
O sardão é um lagarto robusto com um colar serrado. Os machos têm a cabeça robusta, muito caraterística, e patas finas mas muito fortes, com garras longas e curvas.

### Cores
O dorso é normalmente verde, mas por vezes cinzento com tons de castanho, especialmente na cabeça e na cauda. Por baixo tendem para tons de amarelo ou verde. O macho tem muitos pontos azuis nos flancos, a fêmea poucos ou nenhuns. O macho é mais claro que a fêmea. Os juvenis são verdes, cinzentos ou castanhos, com tons de amarelo ou branco e muitas pintas pretas por todo o corpo.

## Dieta
O sardão alimenta-se normalmente de insetos, sobretudo escaravelhos, mas também assalta ninhos de aves e ocasionalmente ataca répteis, sapos e alguns pequenos mamíferos. Alimenta-se igualmente de fruta e outros produtos de origem vegetal, especialmente em zonas mais secas.

## Reprodução
O sardão procria entre o fim da primavera e o início do verão. Os machos combatem entre si durante esta época. As fêmeas põem 5 a 22 ovos em junho-julho, escondendo-os debaixo de pedras, troncos ou folhas secas. Os ovos eclodem passadas 8 a 14 semanas e as crias ficam sexualmente ativas em 2 anos.

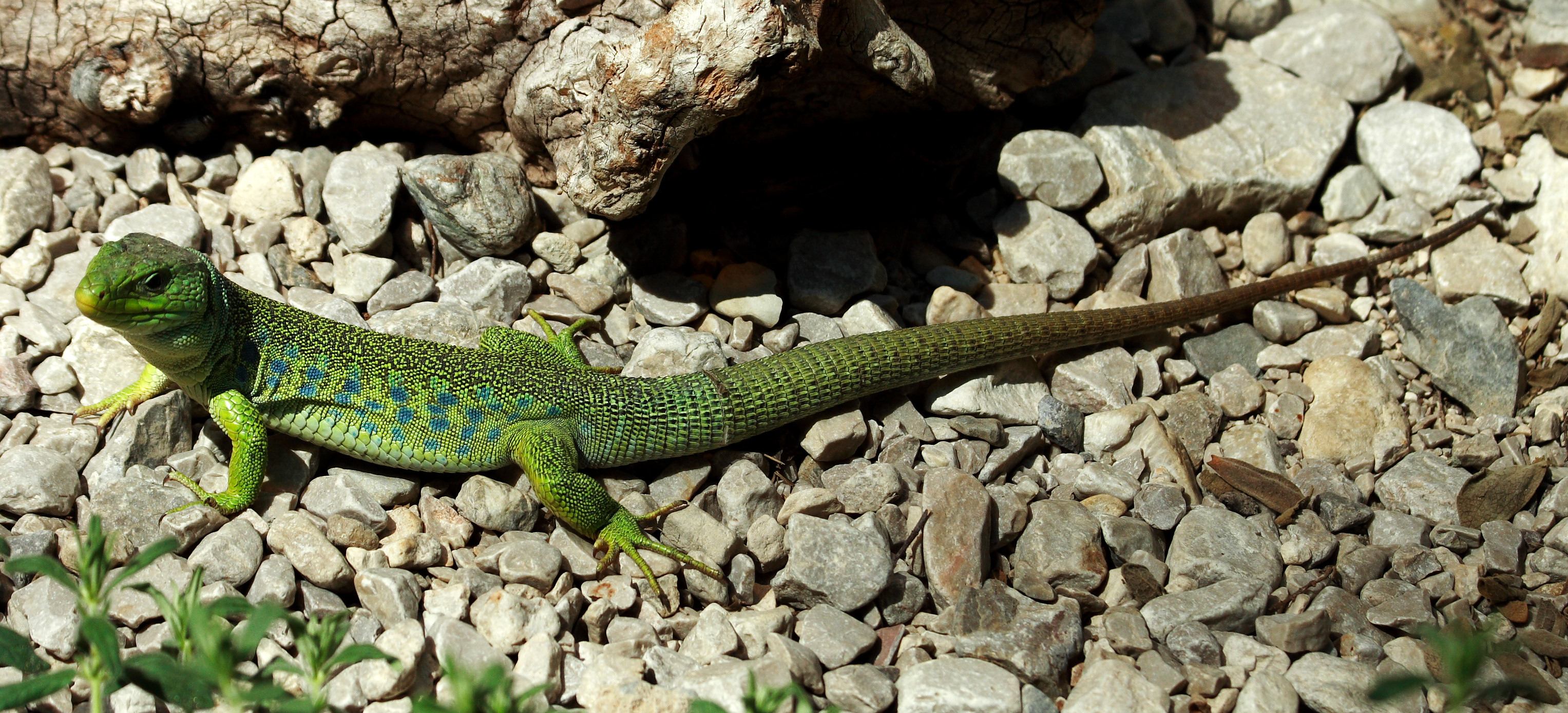
Sardão

## Distribuição geográfica
O sardão encontra-se em Espanha, em Portugal, no sul de França e no norte de Itália.
Existem as seguintes subespécies:
- Timon lepidus ibericus – na Península Ibérica
- Timon lepidus lepidus
- Timon lepidus nevadensis – no sul de Espanha
- Timon lepidus oteroi
- Timon Lepidus on Stamps